# 몽고메리 버스 보이콧
몽고메리 버스 보이콧(Montgomery Bus Boycott)은 몽고메리에서 버스의 인종 분리에 항의하여 1955년 일어나 1956년까지 지속된 정치사회적 보이콧(boycott)사건이다.

## 배경
1944년에도 흑인 야구선수 재키 로빈슨이 비슷한 사건으로 제소된 적이 있었다. 또한 아이린 모건도 비슷한 사건에 연루되었지만 미국 고등법원에서 승소하였다. 이러한 승리로 각 주를 연결하는 버스에서의 분리 좌석은 철폐되었다. 1955년 3월 2일, 당시 15살 소녀이던 클로뎃 콜빈이 몽고메리에서 백인 여성에게 좌석을 양보하지 않았다고 수갑이 채워져 체포되어 버스에서 쫓겨난 사건이 일어났다. 그녀는 헌법적 권리가 침해되었다고 주장하였다. 당시 몽고메리에서는 버스 앞 네 줄은 백인전용으로 설정되어 있었으며 흑인들은 주로 뒤쪽에 있는 흑인전용에 앉을 수 있었다. 그런데 버스 이용 인구의 약 75%는 흑인들이었다. 이 칸은 고정된 것은 아니고 표시를 옮길 수 있었다. 버스가 만원이 될 경우 흑인은 백인에게 당연히 자리를 양보해야 했으며, 수년동안 흑인 사회는 이러한 불평등에 대해 불만을 표시해 왔다.

## 로자 파크스의 체포

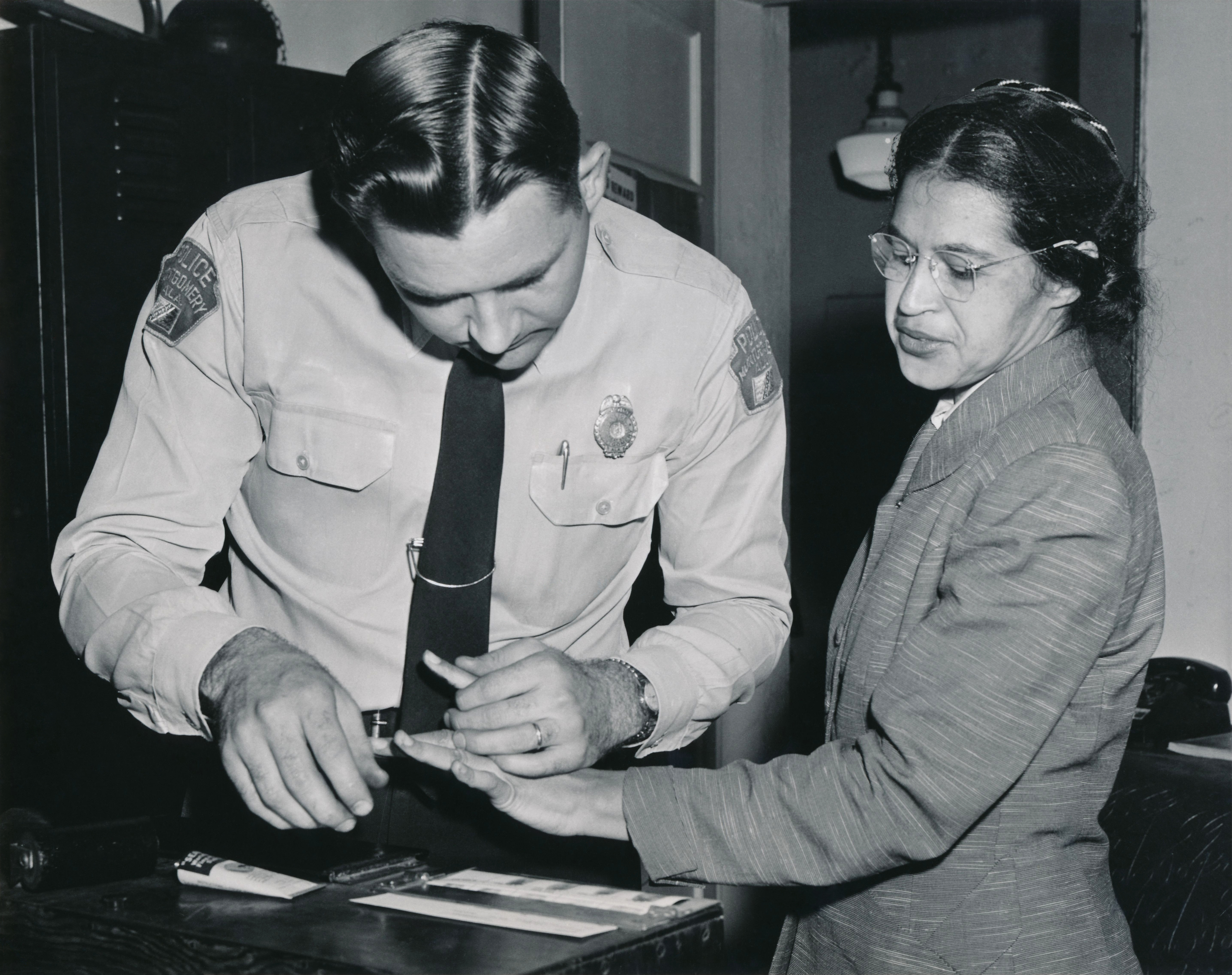
로사 파크스는 자리 양보를 거부한 혐의로 체포된 후 D.H. 래키 보안관에 의해 지문을 찍혔다.

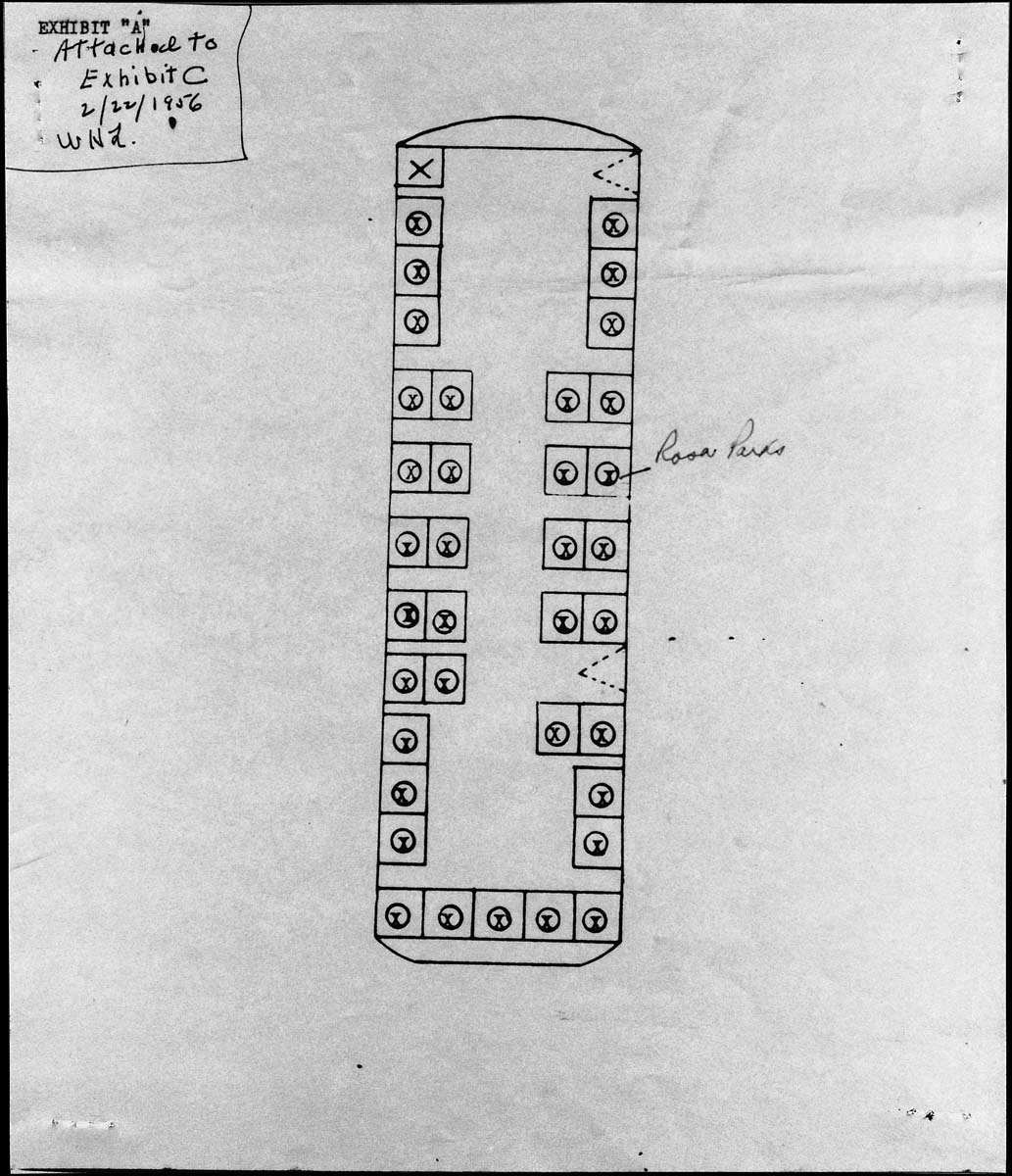
로자 파크스가 체포될 당시 예약되지 않은 구역에 앉아 있었던 장소를 보여주는 도표

1955년 로자 파크스가 퇴근하기 위해 버스를 타고 흑인 전용 좌석에 앉아 가던 중, 백인들이 많이 타서 만원이 되버리자 버스기사가 그녀를 포함한 네 명의 흑인에게 자리를 양보할 것을 요청했다. 하지만 로자 파크스가 이를 거부하고, 버스기사는 경찰을 불렀다. 파크스는 흑백 분리에 관한 몽고메리시 조례 위반 혐의로 출동한 경찰에 의해 현장에서 체포됐다.

## 전개
경찰 조사를 받고 풀려난 파크스는 전미 흑인 지위 향상 협회(NAACP)에게 도움을 청했고, 이로써 버스 보이콧 운동이 시작되었다. 유인물 3만 5000여 장이 몽고메리 전역에 배포되었다. 요구 사항으로 버스에서 흑인이 평등하게 존중받을 것, 흑인 운전기사를 고용할 것, 먼저 탄 순서대로 버스 중간 좌석에 앉을 수 있게 할 것 등이 제시되었다. 흑인 교회들이 버스 보이콧 운동에 동참하기 시작했다. 흑인들은 출퇴근을 위해 버스를 타지 않고 걸어다녔으며, 그 결과 버스 좌석의 대부분이 빈 채로 운행됐다.

## 영향
흑인인권운동이 성공하여 교통시설 인종차별정책이 폐지되었다. 이후 이어진 미국 흑인 민권 운동의 발단이 되었다.